# یسنا خوشفکر
یسنا خوشفکر خواننده، آهنگساز، پژوهشگر موسیقی ایران و فعال فرهنگی است.
او آواز را از سال ۱۳۷۱ با فراگیری ردیف کریمی نزد خانم پریسا در مرکز حفظ و اشاعه موسیقی آغاز کرده‌است. محسن کرامتی ،شهرام ناظری و حسن کسایی از دیگر استادان وی در این راه بوده‌اند.

او همچنین از سال ۱۳۸۱ به مدت ۶ سال در بنیاد ایران‌شناسی نیشابور، زیر نظر فریدون جنیدی به فراگیری شاهنامه و مقدمات زبان پهلوی پرداخته‌است.

## کارنامه هنری

### آلبومها
- آلبوم گنج بادآورد که مهم‌ترین آلبوم اوست و درون مایه ملی، حماسی و عاشقانه دارد. این آلبوم در سال ۱۳۹۰ توسط انتشارات زاگرس منتشر شد.

در سال ۱۳۹۱، عزیز معتضدی، مقاله‌ای در بخش فارسی بی‌بی‌سی با عنوان نغمه‌های راویان رفته از یاد، پیرامون آن نوشته‌است.
- آلبوم چاوه ری که به زبان کردی است در سال ۱۳۸۹ توسط شرکت هَزار آواز منتشر شد.[۴] آزاد میرزاپور، همخوان، آهنگساز و تنظیم کننده آن می‌باشد.[۵]
- آلبوم اشک سبو که اثری از حسن کسایی است و با صدای یسنا خوانده شده‌است.[۶]
- او همچنین به مناسبت جشن‌های مهرگان و اسفندگان، چندین ترانه ساخته و آنها را اجرا کرده‌است.[۷][۸][۹]

### موسیقی فیلم
- موسیقی فیلم موشک کاغذی ساخته ناصر شکرایی
- موسیقی فیلم میراث کهن ساخته حسین علیزاده
- موسیقی فیلم نشسته‌ام تا… ساخته رضا آبایی[۵]

### نوشتارها
- فارابی و خنیاگری[۲۴]

### اجراها
- اجرای کنسرت با گروه حنانه، در تالار فرهنگ، فرهنگ سرای بانو، فرهنگ سرای ارسباران و دانشگاه خواجه نصیر (جشنواره آیینی سال ۱۳۷۹)
- اجرای شاهنامه خوانی در تالار کوی دانشگاه و شهر باستانی شوش (سال ۱۳۸۲)
- اجرای موسیقی نواحی ایران در شهر پاریس و هفت شهر از کشور آلمان (سال ۱۳۸۷)
- اجرای موسیقی در شهر اسلو، نروژ (سال ۱۳۹۲)[۲]
- در دی ماه ۱۳۹۴ کنسرت گروه کالیوه به خوانندگی یسنا خوشفکر و زهره کدخدا زاده در فرهنگسرای نیاوران برگزار شد.[۲۵] این کنسرت که ویژه بانوان بود در دو بخش موسیقی سنتی و اجرای قطعات محلی ایران برگزار شد.[۲۶]

## همایش ایران ورجاوند۳
در ۳۱ شهریور ۱۳۹۱ به مناسبت سالروز دفاع مقدس، همایشی به نام ایران ورجاوند۳ در تالار شمس تهران، توسط دیده‌بان یادگارهای فرهنگی و طبیعی ایران برگزار شد.
در این همایش که به پیشنهاد و پیگیری یسنا خوشفکر برگزار شد، جمعی از خلبانان و رزمندگان دفاع مقدس به همراه برخی از پژوهشگران تاریخ و فرهنگ ایران حضور داشتند.

## همایش مروارید جاوید
این همایش در تاریخ هشتم آذر ۹۷، به مناسبت روز نیروی دریایی در خانه اندیشمندان علوم انسانی برگزار شد و یسنا خوشفکر بعنوان دبیر این همایش بود.

## روز آواها و نواهای ایرانی
- جمع‌آوری امضاء برای انتخاب زادروز فارابی بعنوان روز ملی موسیقی در تقویم رسمی ایران[۳۰][۳۱]
- ثبت روز موسیقی در تقویم رسمی ایران به نام صفی‌الدین ارموی[۳۲] با محوریت و پیگیری یسنا خوشفکر انجام شد[۳۳] این رویداد با وجود حواشی متعدد، پس از سپری کردن مراحل قانونی به تأیید شورای عالی انقلاب فرهنگی رسید. بر این اساس ششم بهمن ماه با عنوان روز آواها و نواهای ایرانی در گاهشمار ملی ایران درج شد.[۳۴][۳۵] در همین راستا روز چهارشنبه ششم بهمن ماه سال ۱۴۰۰، جشن ملی موسیقی ایران در تالار رودکی به مناسبت روز آواها و نماهای ایرانی برگزار شد. یسنا خوشفکر دبیری این همایش را بر عهده داشت.[۳۶]
- ذر ششم بهمن ماه 1403 یسنا خوشفکر به عنوان دبیرهمایش روز ملی آوا و نما اظهار داشت که نام این هنر در متون پهلوی  هونیاک بوده  که در فارسی خنیا و نوای خوش است و در سراسر متون ادبی ایران شاعران بزرگی مانند مولانا سعدی و حافظ ،همواره از این هنر به عنوان  آوا نوا و خنیا نام برده اند  .او در ادامه گفت که واژه ی موسیقی در دو دوره ی زوال و فروپاشی ایران تحمیل شد، یک در زمان خلاف هارون الرشید و نهضت ترجمه و نفوذ یونانی مابانی مانند ابراهیم المهدی برادر خلیفه و پیروانش که تلاش میکردند موسیقی یونانی را رواج دهند و دیگر از زمان تشکیل موزیک نظام در دوره ی ناصری و ورود غربزدگی در ایران  واژه ی موسیقی رسمیت پیدا کرد در حالیکه خنیا و نوا،واژه های زنده هستند  اما رسمیت ندارند و فقط در یک مورد نام کهن و ایرانی این هنر رسمیت پیدا کرده که  همین  روز آوا و نواست .[۳۷][۳۸]
- انتخاب روز موسیقی بنام "آواها و نواهای" ایرانی مخالفتهایی را در  پی داشضت که یسنا خوشفکر در مقاله ای به ریشه یابی این دو واژه پرداخت و مستنداتی را در این ارتباط ارائه کرد.[۳۹]

### حواشی
ثبت روز ملی موسیقی در تقویم رسمی ایران واکنش‌ها و حواشی‌های متعددی را به همراه داشت. در پی جمع‌آوری امضا از هنرمندان و اساتید کشور که از سوی یسنا خوشفکر انجام شد، خانه موسیقی، در تارنمای رسمی خود این اقدام را جعلی دانست و نسبت به آن معترض شد. پیش از این خانه موسیقی، زادروز محمدرضا شجربان را برای نامگذاری روز ملی موسیقی پیشنهاد داده بود.

## سرود ای ایران
در امرداد ماه سال 1401 یسنا خوشفکر مقاله ای بر اساس پژوهش هایش در مورد سرود ای ایران منتشر نمود و نظرات خود را  در مورد شبهات مطرح شده توسط برخی رسانه های خارج از کشور مطرح کرد.   یک سال بعد یعنی در امرداد ماه سال 1402 به  برنامه چاووش  در شبکه چهار صدا و سیمای جمهوری اسلامی ایران  دعوت گردید و،مصاحبه ای با او در این زمنیه انجام شد.
در 26 مهرماه 1403 همایشی با عنوان "بررسی تاریخچه سرود ای ایران" برگزار شد که یسنا خوشفکر دبیر همایش بود و در گفتگویی با برنامه باغ هنر رادیو ایران ضمن توضیخاتی درباره همایش به خواشی سرود ای ایران پرداخت.